# Brian Teacher
Brian Teacher (San Diego, CA, EE. UU.; 23 de diciembre de 1954) es un extenista profesional de los Estados Unidos famoso por haber logrado conquistar el Abierto de Australia en 1980. En su carrera ha conquistado 8 títulos de sencillos y 16 de dobles, destacándose mayormente en torneos de superficies rápidas. En 1981 alcanzó el puesto N.º 7 del ranking ATP. 

## Torneos de Grand Slam

### Campeón Individuales (1)
| Año  | Torneo               | Oponente en la final | Resultado   |
| 1980 | Abierto de Australia | Kim Warwick          | 7-5 7-6 6-2 |

## Títulos (24)

### Individuales (8)
| Leyenda                |
| Grand Slam (1)         |
| Tennis Masters Cup (0) |
| ATP Tour (7)           |

| N.º | Fecha                   | Torneo                          | Superficie | Oponente en la final    | Resultado           |
| --- | ----------------------- | ------------------------------- | ---------- | ----------------------- | ------------------- |
| 1.  | 4 de abril de 1977      | Jackson, EE. UU.                | Dura       | Bill Scanlon (EE. UU.)  | 6-3 6-3             |
| 2.  | 13 de noviembre de 1978 | Taipéi, Taiwán                  | Dura       | Tom Gorman (EE. UU.)    | 6-3 6-3 6-3         |
| 3.  | 9 de julio de 1979      | Newport, EE. UU.                | Hierba     | Stan Smith (EE. UU.)    | 1-6 6-3 6-4         |
| 4.  | 26 de diciembre de 1980 | Abierto de Australia, Melbourne | Dura       | Kim Warwick (Australia) | 7-5 7-6 6-2         |
| 5.  | 3 de agosto de 1981     | Columbus, EE. UU.               | Dura       | John Austin (EE. UU.)   | 6-3 6-2             |
| 6.  | 15 de noviembre de 1982 | Dortmund WCT, Alemania          | Dura       | Wojtek Fibak (Polonia)  | 6-7 6-4 6-4 2-6 6-4 |
| 7.  | 14 de marzo de 1983     | Múnich WCT, Alemania            | Dura       | Mark Dickson (EE. UU.)  | 1-6 6-4 6-2 6-3     |
| 8.  | 1 de agosto de 1983     | Columbus, EE. UU.               | Dura       | Bill Scanlon (EE. UU.)  | 7-6 6-4             |

### Finalista en individuales (15)
- 1976: Newport (pierde ante Vijay Amritraj)
- 1977: Adelaida (pierde ante Victor Amaya)
- 1977: Sydney Outdoor (pierde ante Roscoe Tanner)
- 1978: Tokio Indoor (pierde ante Björn Borg)
- 1980: Los Ángeles (pierde ante Gene Mayer)
- 1980: Hong Kong (pierde ante Ivan Lendl)
- 1980: Taipéi (pierde ante Ivan Lendl)
- 1980: Bangkok (pierde ante Vijay Amritraj)
- 1980: Sydney Outdoor (pierde ante Fritz Buehning)
- 1981: San Francisco (pierde ante Eliot Teltscher)
- 1982: Maui (pierde ante John Fitzgerald)
- 1983: Dallas (pierde ante Andrés Gómez)
- 1984: Bristol (pierde ante Johan Kriek)
- 1984: Gstaad (pierde ante Joakim Nystrom)
- 1985: Livingston (pierde ante Brad Gilbert)